# Sabkhat Kourzia
Sabkhat Kourzia és una llacuna salada situada a uns 10 km al nord-oest de Fahs, governació de Zaghouan a Tunísia. Té a la seva part sud-est el Djebel Kourzia de 210 metres d'altura. És una àrea poc poblada, on arriben a l'hivern gran nombre d'ocells migratoris i el govern l'ha declarat àrea d'importància natural el 1987.